# Kenneth Hall
Kenneth Octavius Hall (ur. 24 kwietnia 1941 w Lucei) – jamajski polityk i profesor, gubernator generalny Jamajki w latach 2006-2009. 

## Życiorys
Kenneth Hall urodził się w 1941 w nadmorskiej miejscowości Lucea w jamajskiej parafii Hanover. Ukończył studia licencjackie z dziedziny historii oraz studia magisterskie stosunków międzynarodowych na Queen's University w Ontario w Kanadzie. Następnie na tej samej uczelni zdobył doktorat z historii.
Po studiach, od 1972 do 1973 wykładał na Uniwersytecie Indii Zachodnich. W latach 1973–1984 pracował i prowadził pracę badawczą na Syracuse University w Syracuse w USA. Od 1982 do 1982 był asystentem administratora na State University of New York w Oswego, po czym od 1988 do 1989 był asystentem administratora na University at Albany w Albany. W latach 1989–1994 pełnił funkcję prorektora i dziekana State University of New York at Old Westbury w Old Westbury. 
Od 1994 do 1996 Kenneth Hall zajmował stanowisko zastępcy sekretarza generalnego karaibskiej wspólnoty CARICOM. W latach 1996–2006 był wicekanclerzem Uniwersytetu Indii Zachodnich.
16 lutego 2006 został mianowany przez królową brytyjską Elżbietę II gubernatorem generalnym Jamajki. W 2004 został odznaczony Orderem Jamajki, a w 2007 otrzymał z rąk królowej Order św. Michała i św. Jerzego. W lipcu 2008 wystąpił do premiera Bruce'a Goldinga z prośbą o zwolnienie go z funkcji gubernatora z powodów zdrowotnych. Ostatecznie zgodził się pełnić funkcję do lutego 2009. 13 stycznia 2009 premier Golding nowym gubernatorem generalnym ogłosił Patricka Allena. Hall pełnił funkcję gubernatora generalnego do 26 lutego 2009.